# 25ste uitreiking van de Premios Goya
De 25ste uitreiking van de Premios Goya vond plaats in Madrid op 13 februari 2011. De ceremonie werd uitgezonden op TVE en werd gepresenteerd door Andreu Buenafuente.

## Winnaars en genomineerden
| Beste film | Beste regisseur |
| --- | --- |
| - Pa negre - Balada triste de trompeta - Buried - También la lluvia | - Agustí Villaronga — Pa negre - Icíar Bollaín — También la lluvia - Rodrigo Cortés — Buried - Álex de la Iglesia — Balada triste de trompeta |
| Beste acteur | Beste actrice |
| - Javier Bardem — Biutiful - Antonio de la Torre — Balada triste de trompeta - Luis Tosar — También la lluvia - Ryan Reynolds — Buried | - Nora Navas — Pa negre - Belén Rueda — Los ojos de Julia - Elena Anaya — Habitación en Roma - Emma Suárez — La mosquitera |
| Beste mannelijke bijrol | Beste vrouwelijke bijrol |
| - Karra Elejalde — También la lluvia - Eduard Fernández — Biutiful - Sergi López — Pa negre - Álex Angulo — El Gran Vázquez | - Laia Marull — Pa negre - Ana Wagener — Biutiful - Pilar López de Ayala — Lope - Terele Pávez — Balada triste de trompeta |
| Beste debuterend acteur | Beste debuterend actrice |
| - Francesc Colomer — Pa negre - Juan Carlos Aduviri — También la lluvia - Manuel Camacho — Entrelobos - Oriol Vila — Todas las canciones hablan de mí                                                                                                 | - Marina Comas — Pa negre - Aura Garrido — Planes para mañana - Carolina Bang — Balada triste de trompeta - Natasha Yarovenko — Habitación en Roma |
| Beste origineel scenario | Beste bewerkt scenario |
| - Buried — Chris Sparling - Balada triste de trompeta — Álex de la Iglesia - Biutiful — Alejandro González Iñárritu, Nicolás Giacobone, Armando Bo - También la lluvia — Paul Laverty                                                                 | - Pa negre — Agustí Villaronga - Elisa K — Jordi Cadena - Habitación en Roma — Julio Medem - Tres metros sobre el cielo — Ramón Salazar |
| Beste Ibero-Amerikaanse film | Beste Europese film |
| - La vida de los peces — Chili - Contracorriente — Peru - El hombre de al lado — Argentinië - El infierno — Mexico | - The King's Speech — Tom Hooper - Das weiße Band — Michael Haneke - The Ghost Writer — Roman Polanski - Un prophète — Jacques Audiard |
| Beste debuterend regisseur | Beste animatiefilm |
| - David Pinillos — Bon appétit - Emilio Aragón — Pájaros de papel - Jonás Trueba — Todas las canciones hablan de mí - Juana Macías — Planes para mañana                                                                                               | - Chico & Rita - El tesoro del rey Midas - La tropa de trapo en el país donde siempre brilla el sol - Las aventuras de Don Quijote |
| Beste camerawerk | Beste montage |
| - Pa negre — Antonio Rientra - Balada triste de trompeta — Kiko de la Rica - Biutiful — Rodrigo Prieto - Buried — Eduard Grau | - Buried — Rodrigo Cortés - Balada triste de trompeta — Alejandro Lázaro - Biutiful — Stephen Mirrione - También la lluvia — Ángel Hernández Zoido |
| Beste artdirector | Beste productiemanager |
| - Pa negre — Ana Alvargonzález - Balada triste de trompeta — Eduardo Hidalgo hijo - Biutiful — Brigitte Broch - Lope — César Mascarrón | - También la lluvia — Cristina Zumárraga - Balada triste de trompeta — Yousaf Bokhari - Lope — Edmon Roch, Toni Novella - Pa negre — Aleix Castellón |
| Beste geluid | Beste speciale effecten |
| - Buried — Urko Garai, Marc Orts, James Muñoz - Balada triste de trompeta — Carlos Schmukler, Diego Garrido - Pa negre — Dani Fontrodona, Fernando Novillo, Ricard Casals - También la lluvia — Emilio Cortés, Nacho Royo-Villanova, Pelayo Gutiérrez | - Balada triste de trompeta — Reyes Abades, Ferran Piquer - Buried — Gabriel Paré, Àlex Villagrasa - Lope — Raúl Romanillos, Marcelo Siqueira - También la lluvia — Gustavo Harry Farias, Juanma Nogales                                                                   |
| Beste kostuums | Beste grime en haarstijl |
| - Lope — Tatiana Hernández - Balada triste de trompeta — Paco Delgado - Pa negre — Mercè Paloma - También la lluvia — Sonio Grande | - Balada triste de trompeta — José Quetglás, Pedro Rodríguez, Nieves Sánchez - Lope — Karmele Soler, Martín Macías Trujillo, Paco Rodríguez H. - Pa negre — Alma Casal, Satur Merino - También la lluvia — Karmele Soler, Paco Rodríguez H.                                |
| Beste filmmuziek | Beste origineel nummer |
| - También la lluvia — Alberto Iglesias - Balada triste de trompeta — Roque Baños - Biutiful — Gustavo Santaolalla - Buried — Víctor Reyes | - Lope — Jorge Drexler ("Que el soneto nos tome por sorpresa") - Buried — Víctor Reyes, Rodrigo Cortés ("In the Lap of the Mountain") - Habitación en Roma — Lourdes Hernández ("Loving Strangers") - Pájaros de papel — Emilio Aragón ("No se puede vivir con un franco") |
| Beste korte film | Beste korte animatiefilm |
| - Una caja de botones — María Reyes Arias - Adiós papá, adiós mamá — Luis Soravilla - El orden de las cosas — César Esteban Alenda, José Esteban Alenda - Zumo de limón — Miguel Romero, Jorge Muriel                                                 | - La Bruxa — Pedro Solís García - Exlibris — María Trénor - The Tower of Time — {?} - Vicenta — Samuel Erik Ortiz |
| Beste documentaire | Beste korte documentaire |
| - Bicicleta, cullera, poma - Ciudadano Negrín - How Much Does Your Building Weigh, Mr Foster? - María y yo | - Memorias de Un Cine de Provincias - El Cine Libertario: Cuando Las Películas Hacen Historia - El Pabellón Alemán - Un Dios Que Ya No Ampara |
| Ere-Goya | |
| Mario Camus | |

## Prijzen per film
| Film                             | Nominaties | Prijzen |
| -------------------------------- | ---------- | ------- |
| Balada triste de trompeta        | 15         | 2       |
| Pa negre                         | 14         | 9       |
| También la lluvia                | 13         | 3       |
| Buried                           | 10         | 3       |
| Biutiful                         | 8          | 1       |
| Lope                             | 7          | 2       |
| Habitación en Roma               | 4          | 0       |
| Todas las canciones hablan de mí | 2          | 0       |
| Planes para mañana               | 2          | 0       |
| Pájaros de papel                 | 2          | 0       |